# Hárs László
Hárs László, Herczog (Budapest, Terézváros, 1911. május 7. – Budapest, 1978. március 19.) József Attila-díjas magyar költő, író, újságíró.

## Életpályája
Herczog Móric (1876–1959) lakatosmester és Dwerls Fanni fia. Tanulmányait Budapesten folytatta, ahol a felsőipari iskola gépész szakán végzett. Ezután apjához hasonlóan lakatosként dolgozott. 1929-től publikált. Első verseskötetéért 1933-ban három hónap fogházra ítélték. A második világháborút követően az MSZDP kulturális osztályának vezetője volt. 1949-ig olyan napi- és hetilapok rovatvezetője és szerkesztője volt, mint például a Népszava, Világosság, Jövendő, Kortárs.
1947-ben feleségül vette Sziráky Judith (1904–1992) írónőt.

## Művei
- Születtem Budapesten (versek, 1933)
- Keress egy másik csillagot (versek, 1937)
- Mienk az Erzsébet-tér (ifjúsági regény, 1938)
- Az elsüllyedt városban (versek, 1941)
- Tóbiás, a gyáva óriás (mesék felnőtteknek, 1946)
- IX. Gorill - A kör bezárul (két egyfelvonásos, 1947)
- Majd a gyerekek (gyermekregény, 1947)
- A padisah és a szőlő. A császár új ruhája (mesejátékok, 1947)
- Igazán gyerekjáték (regény, 1948)
- Ezek a pesti gyerekek (ifjúsági regény, 1949)
- Morgenstern: Gúnydalok (versfordítások, 1949)
- Berke Annus két napja (regény, 1951)
- Az újsütetű cipó (mesék, 1954)
- A titkos őrs (vígjáték, 1954)
- Híresincsi szélmalom (mesék, 1955)
- Fordított esztendő (ifjúsági regény, 1958)
- Az egyetlen tündér (mesék, 1960)
- Győztes kerestetik (ifjúsági regény, 1962)
- Diákszínjátszók kalauza (1962)
- Biri és Bori (ifjúsági regény, 1964)
- Tétété (ifjúsági regény, 1965)
- Az égből pottyant nagypapa (gyermekregény, 1968)
- Húsz elbeszélés (elbeszélések, 1968)
- Hol voltam, hol nem voltam (mese, 1971)
- Jutka és a cseretündér (meseregény, 1971)
- Fellebbezés ítéletért (Negyven év verseiből, 1972)
- 10x10 = 100 (mese, 1973)
- Csupa mese (1974)
- Nem leszek az unokád! (mesék, 1974)
- Mi is voltunk gyerekek (ifjúsági regény, 1975)
- Csupa új mese (1976)
- Buci királyfi összes meséje (1977)
- A Hótündér (mesék, 1978)
- Pipapó, gyere velem metrózni (ismeretterjesztő mű gyerekeknek, 1978)
- Levél az erdőből (Somos Zsuzsával, leporelló, 1996)

## Filmjei
- Buci királyfi megpróbáltatik
- Beszterce ostroma (1948)
- Díszmagyar (1949)
- A kiskakas gyémánt félkrajcárja (1951)
- A dicsekvő varga (1979)